# エピック (小惑星)
エピック (2099 Öpik) は軌道が火星と交叉する火星横断小惑星である。パロマー山天文台のエレノア・ヘリンによって発見された。
エストニア生まれの天文学者エルンスト・エピック（Ernst Julius Öpik, 1893年 – 1985年）に因んで命名された。